# Barbarakapelle (Dippoldiswalder Heide)

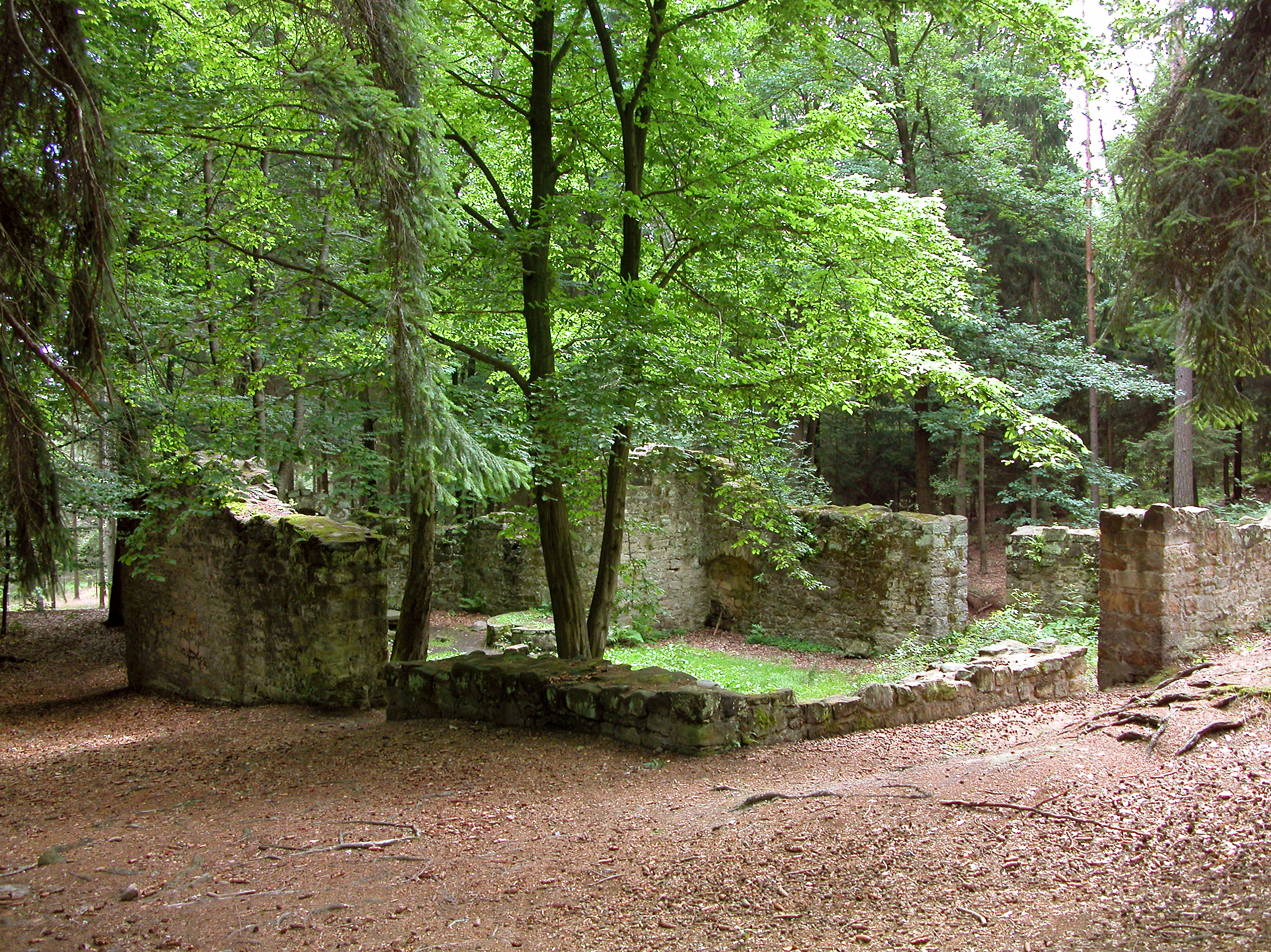
Barbarakapelle

Die Barbarakapelle ist eine spätgotische erbaute römisch-katholische Kirchenruine, die sich oberhalb von Oelsa am Clausenweg in der Dippoldiswalder Heide am Pilgerrundweg Rabenau-Dippoldiswalde befindet.

## Geschichte
Die Kapelle wird erstmals im Matrikel des Bistums Meißen von 1495 erwähnt und trägt den Namen der Schutzheiligen der Bergleute. Ursprünglich wurde sie auch als Clausenkirche benannt. Der Schlossherr Sigismund von Maltitz, dem Dippoldiswalde gehörte, ließ diese Kapelle erbauen. Er selbst verstarb 1525. Sie diente als Station für die Wallfahrer von Dippoldiswalde nach Altzella. Im Jahre 1539 soll der Bruder des Erbauers, Bischof Johann VIII. von Maltitz, aus Besorgnis vor geheimen Zusammenkünften der Anhänger der Reformation sie zerstören lassen haben, eine andere Quelle besagt, dass sie erst 1630 im Dreißigjährigen Krieg zerstört wurde, da auch auf der Landkarte von Matthias Öder vom Jahre 1630 sie noch als Kapelle eingetragen ist. 
Im Jahre 1814 berichtet August Schumann in seinem Vollständigen Staats-, Post und Zeitungslexikon von Sachsen „am Wege nach dem Dorfe Oelsa stehen mitten im Walde 6 Ellen hohe und 1 ½ Ellen dicke Mauern die Ruinen einer Kapelle der heiligen Barbara“, an der Südseite des Altarraum finden sich mehrere Buchstaben und die Jahreszahl 1682, im Jahre 1882 wurde die Ruine erstmals restauriert und das Spitzbogenfenster im Chorraum sowie eine Inschrift eingefügt, die da lautet: Was uns das Alter vererbt, Schone das junge Geschlecht. Seit dieser Zeit finden jährlich Waldgottesdienste statt. Die Kapelle ist 13 Meter breit und 16 Meter lang.
Die Kapelle wurde auf dem Quellgebiet des Barber-Flüsschen gebaut, das bereits nach ca. 530 Meter beim Waldstadion in den Oelsabach mündet. Nach einer Sage soll das Wasser heilende Kräfte haben. 1910/1911 wurde das Quellwasser in Brunnen gesammelt und an das Trinkwassernetz der Stadt Rabenau und Oelsa angeschlossen. 2023–2024 fand eine umfangreiche Sanierung der Ruine und die Erneuerung der Entwässerung des Quellwassers aus dem Innenraum der Kapelle statt.